# Diszperzió (fizika)
A diszperzió (szétszóródás) fogalma a fizikában általában azzal kapcsolatos, hogy a hullám terjedési sebessége függ a hullám frekvenciájától (hullámhosszától). Tágabb értelemben az anyagi közegeket jellemző fizikai mennyiségek frekvencia (hullámhossz) szerinti változását is diszperziónak nevezik. Még általánosabban a diszperzió valamilyen mennyiségnek egy központi érték körüli szétterülése.

## Csoportsebesség és diszperzió
A térben és/vagy időben periodikus állapotváltozások leírására a hullám fogalma alkalmas. A hullám terjedését a klasszikus fizikában egy idő- és térkoordinátában másodrendű parciális differenciálegyenlet, az un. hullámegyenlet írja le. A hullámegyenlet megoldásai a hullámfüggvények. Ilyenek a jelenségek leírásánál modellként alkalmazott legegyszerűbb megoldások a sík- és gömbhullámok. A hullámegyenletet azonban több síkhullám összegéből álló összetett megoldások is kielégítik. Ezek közül is sokféle jelenség értelmezésénél jól alkalmazható megoldás az un. hullámcsoport, ami végtelen sok, egymástól kismértékben eltérő frekvenciájú síkhullám eredője. A hullámcsoport az őt előállító komponenshullámok Fourier-transzformációjával adható meg. A hullámcsoport tulajdonságainak leírásához bevezetett fizikai mennyiség a fázissebesség és a csoportsebesség.
Legegyszerűbb esetben a hullámcsoportot két, azonos amplitúdójú, kicsit különböző frekvenciájú azonos ({\displaystyle x}) irányban terjedő síkhullám (szinuszhullám) alkotja. A hullámok időbeli és térbeli periodicitásának jellemzésére a frekvencia ({\displaystyle f}) és a hullámhossz ({\displaystyle \lambda }) helyett az {\displaystyle \omega =2\pi f} körfrekvenciát és a {\displaystyle k=2\pi /\lambda } hullámszámot alkalmazva a két együtt terjedő hullámra felírható:
{\displaystyle \omega _{1}=\omega +\Delta \omega }, {\displaystyle k_{1}=k+\Delta k}
{\displaystyle \omega _{2}=\omega -\Delta \omega }, {\displaystyle k_{2}=k-\Delta k},
ahol {\displaystyle \omega >>\Delta \omega }, és {\displaystyle k>>\Delta k}.
A két hullám közepes vagy átlagos körfrekvenciája, illetve hullámszáma ({\displaystyle \omega } és {\displaystyle k}) felírható a komponenshullámok paramétereivel:
{\displaystyle \omega ={\frac {\omega _{1}+\omega _{2}}{2}}}, {\displaystyle k={\frac {k_{1}+k_{2}}{2}}}.
Az eredő hullám a két hullám algebrai összege:
{\displaystyle \Psi (x,t)=a\sin(\omega _{1}t-k_{1}x)+a\sin(\omega _{2}t-k_{2}x)}.
Trigonometriai átalakítás után:
{\displaystyle \Psi (x,t)=2a\cos(\Delta \omega t-\Delta kx)\sin(\omega t-kx)=A(x,t)\sin(\omega t-kx)}.
Ez a kifejezés egy {\displaystyle A(x,t)=2a\cos(\Delta \omega t-\Delta kx)} amplitúdójú, {\displaystyle \omega } körfrekvenciájú és {\displaystyle k} hullámszámú síkhullám. A koszinuszos függvény az amplitúdómodulációt, a szinuszos függvény a vívőhullámot reprezentálja. 
A feltétel szerint {\displaystyle \omega >>\Delta \omega }, és {\displaystyle k>>\Delta k}, ezért az {\displaystyle A(x,t)} amplitúdófüggvény sokkal lassabban változik az időben, mint a {\displaystyle \Psi (x,t)} függvényben a második (szinuszos) tényező. 

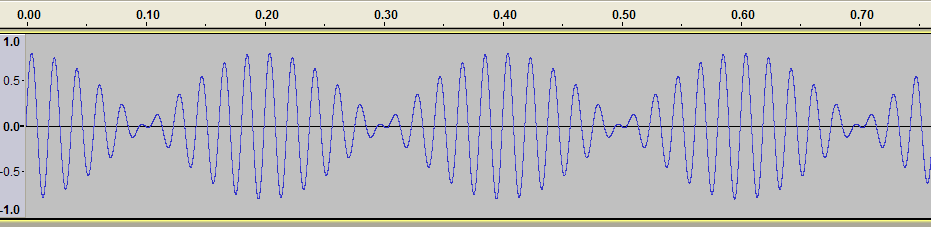
Egy 50 és egy 55 Hz-es hullám eredőjeként létrejövő hullámcsoport pillanatképe

Az ábrán egy 50 illetve 55 Hz-es frekvenciájú hullám eredőjének kitérésfüggvénye látható egy rögzített pillanatban. Mivel a két különböző frekvenciájú komponenshullám relatív fázisa időben periodikusan változik, az eredő amplitúdó a hol konstruktív (erősítő), hol destruktív (gyengítő) interferencia eredményeként periodikusan változik. Az eredő hullám amplitúdójának ezen periódusait csomagoknak nevezik. 

A vívőhullám sebessége az un. fázissebesség:
{\displaystyle v_{f}=\lambda f={\frac {2\pi f}{2\pi /\lambda }}={\frac {\omega }{k}}}.
A vívőhullám amplitúdómodulációja egy {\displaystyle \Delta \omega } körfrekvenciájú és {\displaystyle \Delta k} hullámszámú hullám, aminek a terjedési sebessége a csoportsebesség:
{\displaystyle v_{cs}={\frac {\Delta \omega }{\Delta k}}}.

Két különböző frekvenciájú hullámból álló hullámcsoport terjedése

Az animáció két különböző frekvenciájú síkhullám szuperpozíciójaként létrejövő hullámcsomag terjedését mutatja. A piros négyzet a hullám fázissebességével, a zöld kör a hullám csoportsebességével mozog. Jól látszik, hogy a hullám terjedését jellemző kétféle sebesség különbözik.

Két komponenshullám esetén egyszerű összegzéssel lehet előállítani az eredő hullámot. Általánosan egy {\displaystyle [\omega _{0},\omega _{0}+\Delta \omega ]} körfrekvencia-tartományba eső síkhullámok összegeként előálló hullámcsomag függvényét integrálással lehet megkapni:
{\displaystyle \Psi (x,t)=\int _{\omega _{0}}^{\omega _{0}+\Delta \omega }a(\omega )\sin(\omega t-kx)\,d\omega }
Ezen hullámcsomag amplitúdómaximumának terjedési sebessége a csoportsebesség:
{\displaystyle v_{cs}(\omega _{0})=\left({\frac {d\omega }{dk}}\right)_{\omega _{0}}}.
Ha a különböző frekvenciájú komponenshullámok mindegyikének azonos a sebessége (azaz a sebesség frekvenciafüggetlen), akkor a hullámcsoport fázis- és csoportsebessége megegyezik. 
A valós hullámjelenségek azonban egyrészt nem egy hullámmal írhatók le, másrészt a komponenshullámok sebessége függ a frekvenciától. Ez a diszperzió esete, és ilyenkor a csoportsebesség különbözik az összetevő hullámok fázissebességétől.

## A fázis- és a csoportsebesség kapcsolata
A fázis- és csoportsebesség kapcsolatának megállapításához a {\displaystyle v={\frac {\omega }{k}}} és a {\displaystyle v_{cs}={\frac {d\omega }{dk}}} összefüggéseket kell felhasználni. Deriválás és átalakítások után  a csoportsebességre a következő összefüggés adódik:
{\displaystyle v_{cs}=v-\lambda {\frac {dv}{d\lambda }}}.
Ez az úgynevezett Rayleigh-egyenlet, ami Lord Rayleigh után kapta a nevét.
{\displaystyle v_{cs}<v} esetén normális diszperzióról, {\displaystyle v_{cs}>v} esetén pedig anomális diszperzióról beszélünk.
A Rayleigh-egyenlet más alakban, például a frekvencia függvényében is felírható. A diszperzió következtében egy hullámcsomag általában a terjedése során nagyobb térbeli kiterjedésű lesz, idővel szétterül. 

## Vízhullámok diszperziója
Kis viszkozitású folyadékok, például a víz felületén úgynevezett felületi hullámok alakulhatnak ki. Az ilyen típusú hullámok keletkezésében a nehézségi erőnek és a felületi feszültségnek van szerepe. A vízhullámok terjedési sebességére a következő összefüggést lehet levezetni:
{\displaystyle c={\sqrt {{\frac {g\lambda }{2\pi }}+{\frac {2\pi \alpha }{\rho \lambda }}}}},
ahol {\displaystyle g} a földi nehézségi gyorsulás, {\displaystyle \lambda } a vízhullámok hullámhossza, {\displaystyle \alpha } a felületi feszültség, {\displaystyle \rho } a sűrűség.
A formulából látható, hogy a hullám terjedési sebessége függ a hullámhossztól, ez a diszperzió jelensége.
A rövidebb – néhány milliméteres – hullámhosszú un. kapilláris hullámok keletkezése a felületi feszültséggel kapcsolatos. Terjedési sebességük az előbbi összefüggésből a nehézségi gyorsulást tartalmazó tag elhanyagolásával kapható meg:
{\displaystyle c_{k}={\sqrt {\frac {2\pi \alpha }{\rho \lambda }}}}.
Az összefüggésből látszik, hogy a rövidebb hullámhosszú kapilláris hullámok gyorsabban terjednek, mint a hosszabb hullámhosszúak.
A néhány cm-es vagy annál nagyobb hullámhosszú hullámok létrehozásában a nehézségi erőnek van szerepe, ezért ezeket nehézségi hullámoknak nevezik. Terjedési sebességükben a négyzetgyökös kifejezés első tagja szerepel:
{\displaystyle c_{n}={\sqrt {\frac {g\lambda }{2\pi }}}}.
Az összefüggésből látszik, hogy a hosszabb hullámhosszú nehézségi hullámok gyorsabban terjednek, mint a rövidebb hullámhosszúak.
A különböző hullámhosszú komponensekből kialakuló eredő hullámcsoport terjedését a csoportsebességgel lehet jellemezni.
A kapilláris hullámok csoportsebessége a Rayleigh-egyenlet alkalmazásával adható meg. A kapilláris hullámok fázissebességét behelyettesítve:
{\displaystyle c_{csk}={\sqrt {\frac {2\pi \alpha }{\rho \lambda }}}-\lambda {\frac {\mbox{d}}{{\mbox{d}}\lambda }}\left({\sqrt {\frac {2\pi \alpha }{\rho \lambda }}}\right)}.
A számolások elvégzése után adódik: 
{\displaystyle c_{csk}={\frac {3}{2}}c_{k}}.
A kapilláris hullámok csoportsebessége tehát másfélszer akkora, mint a fázissebességük.

Hasonló gondolatmenetet alkalmazva a nehézségi hullámokra, a fázissebesség ismeretében a Rayleigh-egyenletet alkalmazva:
{\displaystyle c_{csn}={\sqrt {\frac {g\lambda }{2\pi }}}-\lambda {\frac {\mbox{d}}{{\mbox{d}}\lambda }}\left({\sqrt {\frac {g\lambda }{2\pi }}}\right)}.
A számolások elvégzése után adódik: 
{\displaystyle c_{csn}={\frac {1}{2}}c_{n}}.
A nehézségi hullámok csoportsebessége tehát fele akkora, mint a fázissebességük.
A kapilláris hullámok ezek szerint anomális ({\displaystyle c_{csk}>c_{k}}), míg a nehézségi hullámok normális ({\displaystyle c_{csn}<c_{n}}), diszperziót mutatnak.

Nehézségi hullámok frekvenciadiszperziója

Az animáció három különböző hullámhosszú – azaz három különböző fázissebességű - nehézségi hullám szuperpozíciójaként előálló hullámcsoport terjedését mutatja. A frekvenciadiszperzió hatására a hullám térbeli és időbeli tulajdonságai a terjedés közben folyamatosan változnak. Míg a két komponensből álló hullámcsoport burkolójának alakja a terjedés közben változatlan, addig a három vagy több komponensből álló hullámoké változik. 
A természetes vizekben terjedő vízhullámok sok – különböző hullámhosszú, amplitúdójú, fázisú - komponens eredményeként írhatók le. A különböző fázissebességű komponensekből kialakuló hullám a diszperziós összefüggés által meghatározott csoportsebességgel terjed.

## Hanghullámok diszperziója
A több különböző frekvenciájú komponenst tartalmazó hanghullámban a közegbeli terjedési sebesség függ a frekvenciától. Az akusztikus diszperzió révén az anyagon áthaladva a hanghullám a frekvenciakomponensek szerint szétterül.

## Diszperzió az optikában
Az optika területén a diszperzió jelensége azt jelenti, hogy az elektromágneses hullám terjedési sebessége egy anyagi közegben függ a hullám frekvenciájától, illetve hullámhosszától. Mivel a közeg törésmutatójának definíciója a fény terjedési sebességével kapcsolatos, ezért ez azt is jelenti, hogy a törésmutató függ a frekvenciától, illetve a hullámhossztól.